# Кокошка (Люблінське воєводство)
Кокошка (пол. Kokoszka) — село в Польщі, у гміні Клочев Рицького повіту Люблінського воєводства.
Населення — 141 особа (2011).
У 1975-1998 роках село належало до Седлецького воєводства.

## Демографія
Демографічна структура станом на 31 березня 2011 року:
|          | Загалом | Допрацездатний вік | Працездатний вік | Постпрацездатний вік |
| -------- | ------- | ------------------ | ---------------- | -------------------- |
| Чоловіки | 62      | 9                  | 40               | 13                   |
| Жінки    | 79      | 17                 | 40               | 22                   |
| Разом    | 141     | 26                 | 80               | 35                   |